# Faustino Armendáriz Jiménez
Faustino Armendáriz Jiménez (Magdalena de Kino, 23 luglio 1955) è un arcivescovo cattolico messicano, dal 21 settembre 2019 arcivescovo metropolita di Durango.

## Biografia
Figlio di Valentín Armendariz e Francisca Jiménez, ha compiuto gli studi primari e secondari di base nella sua città natale.

### Formazione e ministero sacerdotale
Dopo aver compiuto gli studi nei seminari di Hermosillo e di Guadalajara, è stato ordinato sacerdote l'11 settembre 1982 dall'arcivescovo Carlos Quintero Arce.
Dopo l'ordinazione sacerdotale ha perfezionato gli studi all'estero, dapprima a Roma, dal 1980 al 1983, dove ha conseguito la laurea in Sacra Scrittura presso il Pontificio Istituto Biblico, poi a Gerusalemme, diplomandosi in scienze bibliche orientali allo Studium Biblicum Franciscanum.
Ha svolto diversi incarichi, tra i quali docente di Sacra Scrittura nel seminario maggiore di Hermosillo dal 1985 al 2004, mentre dal 1988 al 1989 è stato direttore e professore del seminario minore di Hermosillo. Dal 1988 al 2005 fondatore, direttore e docente dell'Istituto Biblico Cattolico di Hermosillo, mentre dal 2002 al 2005 è stato vicario generale dell'arcidiocesi di Hermosillo.

### Ministero episcopale
Il 4 gennaio 2005 papa Giovanni Paolo II lo ha nominato vescovo di Matamoros.
Ha ricevuto l'ordinazione episcopale il 23 febbraio successivo dalle mani dell'arcivescovo metropolita di Monterrey José Francisco Robles Ortega, co-consacranti il nunzio apostolico in Messico Giuseppe Bertello e il vescovo di Toluca Francisco Javier Chavolla Ramos.
Il 9 settembre 2005 e il 22 maggio 2014 ha compiuto la visita ad limina.
Il 20 aprile 2011 papa Benedetto XVI lo ha nominato vescovo di Querétaro.
Durante il governo in questa diocesi, è stato co-fondatore della comunità Stay With Us, una famiglia ecclesiale fondata dal sacerdote saveriano Efraín Gómez Valderrama nella città di Guadalajara il 14 febbraio 2005 nel tempio di Nostra Signora della Salute.
Il 21 settembre 2019 papa Francesco lo ha promosso arcivescovo metropolita di Durango. È succeduto a José Antonio Fernández Hurtado, nominato a sua volta arcivescovo di Tlalnepantla. Ha preso possesso dell'arcidiocesi il 21 novembre successivo.
Nel mese di luglio 2020 in meno di una settimana ha perso entrambi i genitori.
Nella Conferenza Episcopale Messicana è stato presidente della commissione episcopale per la pastorale profetica per il triennio 2018-2021.
Nel 2021, durante una sua visita a Roma, in qualità di membro della commissione teologica per il sinodo sulla sinodalità, ha affermato che l'intero processo è una sfida per la Chiesa, in quanto fa “uscire dalla propria comfort zone”, prima per aprirsi ad uno stile di vita comunitario e poi per metterlo in pratica; analizzando in particolare la propria arcidiocesi, ha ammesso che non è esente dall'influenza della secolarizzazione, dell'allontanamento dei cattolici e del proselitismo delle sette, avvenuta negli ultimi decenni, affermando  che, come nel resto del Paese, solo tra il 10 e il 15 per cento dei cattolici è presente alle messe domenicali e non tutti i fedeli cattolici partecipano a un servizio di evangelizzazione.

## Stemma e motto

Stemma episcopale

Semipartito troncato, al I d'azzurro alla lettera M d'oro caricata a sinistra della Madonna dei Dolori di Soriano al naturale; al II d'oro, alla croce di rosso caricata da una quercia al naturale, terrazzata di bruno; al III di rosso, al libro aperto d'oro.
Ornamenti esteriori da arcivescovo metropolita.
Motto: Omnibus omnia factus sum

## Genealogia episcopale e successione apostolica
La genealogia episcopale è:
- Cardinale Scipione Rebiba
- Cardinale Giulio Antonio Santori
- Cardinale Girolamo Bernerio, O.P.
- Arcivescovo Galeazzo Sanvitale
- Cardinale Ludovico Ludovisi
- Cardinale Luigi Caetani
- Cardinale Ulderico Carpegna
- Cardinale Paluzzo Paluzzi Altieri degli Albertoni
- Papa Benedetto XIII
- Papa Benedetto XIV
- Cardinale Enrico Enriquez
- Arcivescovo Manuel Quintano Bonifaz
- Cardinale Buenaventura Córdoba Espinosa de la Cerda
- Cardinale Giuseppe Maria Doria Pamphilj
- Papa Pio VIII
- Papa Pio IX
- Arcivescovo José María Ignacio Montes de Oca y Obregón
- Arcivescovo Próspero María Alarcón y Sánchez de la Barquera
- Arcivescovo Leopoldo Ruiz y Flóres
- Cardinale Miguel Darío Miranda y Gómez
- Vescovo Alfredo Torres Romero
- Cardinale José Francisco Robles Ortega
- Arcivescovo Faustino Armendáriz Jiménez